# Selišta (gmina Sokolac)
Selišta (cyr. Селишта) – wieś w Bośni i Hercegowinie, w Republice Serbskiej, w mieście Sarajewo Wschodnie, w gminie Sokolac. W 2013 roku liczyła 45 mieszkańców.